# Сокулка
Сокулка, Соколка (пол. Sokółka) — город в Польше, входит в Подляское воеводство, Сокульский повят. Имеет статус городско-сельской гмины. Занимает площадь 18,61 км². Население — 19 037 человек (на 2004 год).

## История
В результате присоединения Западной Белоруссии к СССР в 1939 году вошёл в состав Белорусской ССР и стал центром Соколковского района Белостокской области. В 1944 году город и район были возвращены в состав Польши.

## Достопримечательности
- Историческая застройка города кон. XIX — нач. XX вв.
- Часовня  Святая Мученица П. Кунцевич (1900)
- Костёл Святого Антония (1848, 1901-1904)
- Кладбище еврейское (XVIII в.), православное (бывшее католическое, XIX в.)
- Церковь Святого Александра Невского (1850-1853)

### Утраченные достопримечательности
- Синагога

## Известные люди, родившиеся в городе
- Богданов, Александр Александрович (1873—1928) — советский учёный и политический деятель.
- Гершун, Александр Львович (1868—1915) — русский физик-оптик.
- Гершун, Борис Львович (1870—1954) — российский адвокат, деятель русской эмиграции.
- Дмушевский, Людвик Адам (1777—1847) — польский актёр, оперный певец, театральный деятель, режиссёр, драматург, журналист, историк театра и издатель.
- Ромас, Яков Дорофеевич (1902—1969) — советский художник и педагог.
- Виталь Сарасек (1945—2012) — мастак.

## Города-побратимы[2]
- Ивье (Беларусь)
- Ожиш (Польша)
- Шальчининкай (Литва)
- Рохлиц (Германия)
- Молодечно (Беларусь)